# Revision (Uhr)
Revision  nennt man in der Uhrmacherei ein Überholen/Instandsetzen eines Uhrwerks. Sie ist Aufgabe des Rhabilleurs.

## Prinzip
Die Revision (oder das Revidieren) umfasst verschiedene Arbeitsschritte. Zuerst wird die Uhr zerlegt, um das Uhrwerk auszubauen. Die Funktion des Aufzugsmechanismus (Krone und Gangreserve) und der Hemmung wird geprüft. Das Zeigerwerk und das Räderwerk werden auf Funktionsfähigkeit geprüft, das Uhrwerk wird anschließend in seine Einzelteile zerlegt. Eventuell werden Zähne von Trieben und Rädern sowie deren Zapfen und Lager nachgearbeitet oder getauscht. Die Reinigung erfolgt meistens in einem Ultraschallbad. Die Unruh wird ausgewuchtet. Nach dem Zusammensetzen der Einzelteile wird die Hemmung justiert. Das Uhrwerk wird mit Uhrenöl geschmiert, woraufhin die Kontrolle der Funktion des wieder zusammengesetzten Uhrwerks erfolgt. Daraufhin werden das Zifferblatt und die Uhrzeiger montiert und nach einer Reglage das Uhrwerk wieder in das Gehäuse eingebaut. 
Nicht Teil der Revision sind Pflege und Wartung des Uhrgehäuses (Reinigung, Ersetzen von Dichtungsringen), Batteriewechsel und ähnliche Kleinigkeiten (obwohl sie bei einer Revision im Einzelhandel meist auch gleich mit erledigt werden).